# Australian Open 2022
Die 110. Australian Open fanden vom 17. bis 30. Januar 2022 in Melbourne, Australien, statt.
Titelverteidiger beim ersten Tennis-Grand-Slam-Turnier des Jahres 2022 waren im Einzel Novak Đoković bei den Herren sowie Naomi Ōsaka bei den Damen, Ivan Dodig und Filip Polášek im Herrendoppel, Elise Mertens und Aryna Sabalenka im Damendoppel sowie Barbora Krejčíková und Rajeev Ram im Mixed.
Als Neuheit gab es in diesem Jahr mit der Show Court Arena neben der Rod Laver Arena, der John Cain Arena und der Margaret Court Arena einen vierten großen Platz; der Neubau wurde im November 2021 abgeschlossen.

## Besonderheiten aufgrund der Pandemie
Impfpflicht für die Spieler 
Um an den Australian Open 2022 teilzunehmen, musste ein Spieler vollständig gegen COVID-19 geimpft sein, das bestätigte der Turnierdirektor Craig Tiley im November 2021. Trotz einer vollständigen Impfung durfte die russische Spielerin Natalja Wichljanzewa nicht an dem Turnier teilnehmen. Sie ließ sich mit dem russischen Vakzin Sputnik V impfen, das in Australien nicht zugelassen war.
Novak Đoković wollte mit einer Ausnahmegenehmigung antreten, ihm wurde aber wegen ungültiger Dokumente die Einreise nach Australien verweigert. Diese Entscheidung wurde von einem Gericht am 10. Januar aus formalen Gründen widerrufen und er durfte sich daraufhin in Australien frei bewegen, bis ihm am 14. Januar durch den australischen Einwanderungsminister das Visum entzogen wurde.

## Absagen
Folgende Topspieler nahmen aus unterschiedlichen Gründen nicht an dem Turnier teil:
- Roger Federer, Erholung von einer Knieoperation[7]
- Stan Wawrinka[8]
- Milos Raonic
- Dominic Thiem[9]
- Bianca Andreescu, persönliche Gründe[10]
- Jennifer Brady[11]
- Karolína Muchová[12]
- Karolína Plíšková, Armverletzung[13]
- Serena Williams, Ratschlag vom medizinischen Team[10]
- Novak Đoković, wegen des Impfstatus trotz Visum keine Einreiseerlaubnis erhalten

## Preisgeld
Das Preisgeld betrug 75.000.000 Australische Dollar, was einen Anstieg von 4,5 % im Vergleich zum Vorjahr bedeutete.
| Erreichte Runde | Einzel       | Doppel*    | Mixed*     |
| --------------- | ------------ | ---------- | ---------- |
| Sieg            | 2.875.000 A$ | 675.000 A$ | 190.000 A$ |
| Finale          | 1.575.000 A$ | 360.000 A$ | 100.000 A$ |
| Halbfinale      | 895.000 A$   | 205.000 A$ | 50.000 A$  |
| Viertelfinale   | 538.500 A$   | 113.000 A$ | 24.000 A$  |
| Achtelfinale    | 328.000 A$   | 65.250 A$  | 12.000 A$  |
| Dritte Runde    | 221.000 A$   | 45.100 A$  | 6.250 A$   |
| Zweite Runde    | 154.000 A$   | 30.050 A$  |            |
| Erste Runde     | 103.000 A$   |            |            |
| Q3              | 53.500 A$    |            |            |
| Q2              | 35.500 A$    |            |            |
| Q1              | 25.250 A$    |            |            |

* pro Team; Q = Qualifikationsrunde

## Herreneinzel
Setzliste
| Nr. | Spieler               | Erreichte Runde |
| --- | --------------------- | --------------- |
| 01. | Novak Đoković         | Rückzug         |
| 02. | Daniil Medwedew       | Finale          |
| 03. | Alexander Zverev      | Achtelfinale    |
| 04. | Stefanos Tsitsipas    | Halbfinale      |
| 05. | Andrei Rubljow        | 3. Runde        |
| 06. | Rafael Nadal          | Sieg            |
| 07. | Matteo Berrettini     | Halbfinale      |
| 08. | Casper Ruud           | Rückzug         |
| 09. | Félix Auger-Aliassime | Viertelfinale   |
| 10. | Hubert Hurkacz        | 2. Runde        |
| 11. | Jannik Sinner         | Viertelfinale   |
| 12. | Cameron Norrie        | 1. Runde        |
| 13. | Diego Schwartzman     | 2. Runde        |
| 14. | Denis Shapovalov      | Viertelfinale   |
| 15. | Roberto Bautista Agut | 3. Runde        |
| 16. | Cristian Garín        | 3. Runde        |

| Nr. | Spieler                | Erreichte Runde |
| --- | ---------------------- | --------------- |
| 17. | Gaël Monfils           | Viertelfinale   |
| 18. | Aslan Karazew          | 3. Runde        |
| 19. | Pablo Carreño Busta    | Achtelfinale    |
| 20. | Taylor Fritz           | Achtelfinale    |
| 21. | Nikolos Bassilaschwili | 1. Runde        |
| 22. | John Isner             | 1. Runde        |
| 23. | Reilly Opelka          | 3. Runde        |
| 24. | Daniel Evans           | 3. Runde        |
| 25. | Lorenzo Sonego         | 3. Runde        |
| 26. | Grigor Dimitrow        | 2. Runde        |
| 27. | Marin Čilić            | Achtelfinale    |
| 28. | Karen Chatschanow      | 3. Runde        |
| 29. | Ugo Humbert            | 1. Runde        |
| 30. | Lloyd Harris           | 1. Runde        |
| 31. | Carlos Alcaraz         | 3. Runde        |
| 32. | Alex de Minaur         | Achtelfinale    |

## Dameneinzel
Setzliste
| Nr. | Spielerin                    | Erreichte Runde |
| --- | ---------------------------- | --------------- |
| 01. | Ashleigh Barty               | Sieg            |
| 02. | Aryna Sabalenka              | Achtelfinale    |
| 03. | Garbiñe Muguruza             | 2. Runde        |
| 04. | Barbora Krejčíková           | Viertelfinale   |
| 05. | Maria Sakkari                | Achtelfinale    |
| 06. | Anett Kontaveit              | 2. Runde        |
| 07. | Iga Świątek                  | Halbfinale      |
| 08. | Paula Badosa                 | Achtelfinale    |
| 09. | Ons Jabeur                   | Rückzug         |
| 10. | Anastassija Pawljutschenkowa | 3. Runde        |
| 11. | Sofia Kenin                  | 1. Runde        |
| 12. | Jelena Rybakina              | 2. Runde        |
| 13. | Naomi Ōsaka                  | 3. Runde        |
| 14. | Simona Halep                 | Achtelfinale    |
| 15. | Elina Switolina              | 3. Runde        |
| 16. | Angelique Kerber             | 1. Runde        |

| Nr. | Spielerin            | Erreichte Runde |
| --- | -------------------- | --------------- |
| 17. | Emma Raducanu        | 2. Runde        |
| 18. | Cori Gauff           | 1. Runde        |
| 19. | Elise Mertens        | Achtelfinale    |
| 20. | Petra Kvitová        | 1. Runde        |
| 21. | Jessica Pegula       | Viertelfinale   |
| 22. | Belinda Bencic       | 2. Runde        |
| 23. | Leylah Fernandez     | 1. Runde        |
| 24. | Wiktoryja Asaranka   | Achtelfinale    |
| 25. | Darja Kassatkina     | 3. Runde        |
| 26. | Jeļena Ostapenko     | 3. Runde        |
| 27. | Danielle Collins     | Finale          |
| 28. | Weronika Kudermetowa | 3. Runde        |
| 29. | Tamara Zidanšek      | 3. Runde        |
| 30. | Camila Giorgi        | 3. Runde        |
| 31. | Markéta Vondroušová  | 3. Runde        |
| 32. | Sara Sorribes Tormo  | 2. Runde        |

## Herrendoppel
Setzliste
| Nr. | Paarung                            | Erreichte Runde |
| --- | ---------------------------------- | --------------- |
| 01. | Nikola Mektić Mate Pavić           | 2. Runde        |
| 02. | Rajeev Ram Joe Salisbury           | Halbfinale      |
| 03. | Marcel Granollers Horacio Zeballos | Halbfinale      |
| 04. | Juan Sebastián Cabal Robert Farah  | 2. Runde        |
| 05. | John Peers Filip Polášek           | Viertelfinale   |
| 06. | Tim Pütz Michael Venus             | Viertelfinale   |
| 07. | Nicolas Mahut Fabrice Martin       | 1. Runde        |
| 08. | Jamie Murray Bruno Soares          | Achtelfinale    |

| Nr. | Paarung                           | Erreichte Runde |
| --- | --------------------------------- | --------------- |
| 09. | Ivan Dodig Marcelo Melo           | 2. Runde        |
| 10. | Wesley Koolhof Neal Skupski       | Viertelfinale   |
| 11. | Sander Gillé Joran Vliegen        | 1. Runde        |
| 12. | Kevin Krawietz Andreas Mies       | Achtelfinale    |
| 13. | Raven Klaasen Ben McLachlan       | Achtelfinale    |
| 14. | Marcelo Arévalo Jean-Julien Rojer | 1. Runde        |
| 15. | Ariel Behar Gonzalo Escobar       | Achtelfinale    |
| 16. | Andrei Golubew Franko Škugor      | 1. Runde        |

## Damendoppel
Setzliste
| Nr. | Paarung                                 | Erreichte Runde |
| --- | --------------------------------------- | --------------- |
| 01. | Barbora Krejčíková Kateřina Siniaková   | Sieg            |
| 02. | Shūko Aoyama Ena Shibahara              | Halbfinale      |
| 03. | Weronika Kudermetowa Elise Mertens      | Halbfinale      |
| 04. | Samantha Stosur Zhang Shuai             | 2. Runde        |
| 05. | Alexa Guarachi Nicole Melichar-Martinez | Achtelfinale    |
| 06. | Gabriela Dabrowski Giuliana Olmos       | 2. Runde        |
| 07. | Darija Jurak Schreiber Andreja Klepač   | 1. Runde        |
| 08. | Cori Gauff Catherine McNally            | 1. Runde        |

| Nr. | Paarung                              | Erreichte Runde |
| --- | ------------------------------------ | --------------- |
| 09. | Caroline Dolehide Storm Sanders      | Viertelfinale   |
| 10. | Marie Bouzková Lucie Hradecká        | 2. Runde        |
| 11. | Ljudmyla Kitschenok Jeļena Ostapenko | 2. Runde        |
| 12. | Nadija Kitschenok Sania Mirza        | 1. Runde        |
| 13. | Asia Muhammad Jessica Pegula         | 2. Runde        |
| 14. | Xu Yifan Yang Zhaoxuan               | Achtelfinale    |
| 15. | Irina-Camelia Begu Nina Stojanović   | 1. Runde        |
| 16. | Viktória Kužmová Wera Swonarjowa     | Achtelfinale    |

## Mixed
Setzliste
| Nr. | Paarung                               | Erreichte Runde |
| --- | ------------------------------------- | --------------- |
| 01. | Joe Salisbury Desirae Krawczyk        | 1. Runde        |
| 02. | John Peers Zhang Shuai                | Halbfinale      |
| 03. | Robert Farah Nicole Melichar-Martinez | 1. Runde        |
| 04. | Tim Pütz Alexa Guarachi               | Achtelfinale    |

| Nr. | Paarung                        | Erreichte Runde |
| --- | ------------------------------ | --------------- |
| 05. | Ivan Dodig Kristina Mladenovic | Sieg            |
| 06. | Jamie Murray Catherine McNally | Rückzug         |
| 07. | Mate Pavić Nina Stojanović     | 1. Runde        |
| 08. | Ben McLachlan Ena Shibahara    | Viertelfinale   |

## Junioreneinzel
Setzliste
| Nr. | Spieler               | Erreichte Runde |
| --- | --------------------- | --------------- |
| 01. | Bruno Kuzuhara        | Sieg            |
| 02. | Mili Poljičak         | Achtelfinale    |
| 03. | Adolfo Daniel Vallejo | Halbfinale      |
| 04. | Jakub Menšík          | Finale          |
| 05. | Ignacio Buse          | 1. Runde        |
| 06. | Gabriel Debru         | 1. Runde        |
| 07. | Edas Butvilas         | Viertelfinale   |
| 08. | Olaf Pieczkowski      | 2. Runde        |

| Nr. | Spieler                | Erreichte Runde |
| --- | ---------------------- | --------------- |
| 09. | Rodrigo Pacheco Méndez | Viertelfinale   |
| 10. | Kalin Ivanovski        | 1. Runde        |
| 11. | Kilian Feldbausch      | Halbfinale      |
| 12. | Coleman Wong           | Achtelfinale    |
| 13. | Ozan Colak             | Viertelfinale   |
| 14. | Dino Prižmić           | Achtelfinale    |
| 15. | Bor Artnak             | 1. Runde        |
| 16. | Lautaro Midón          | Achtelfinale    |

## Juniorinneneinzel
Setzliste
| Nr. | Spielerin        | Erreichte Runde |
| --- | ---------------- | --------------- |
| 01. | Petra Marčinko   | Sieg            |
| 02. | Diana Schneider  | Viertelfinale   |
| 03. | Xenija Saizewa   | Achtelfinale    |
| 04. | Solana Sierra    | 1. Runde        |
| 05. | Clervie Ngounoue | 2. Runde        |
| 06. | Michaela Laki    | Viertelfinale   |
| 07. | Johanne Svendsen | 1. Runde        |
| 08. | Sofia Costoulas  | Finale          |

| Nr. | Spielerin              | Erreichte Runde |
| --- | ---------------------- | --------------- |
| 09. | Céline Naef            | Achtelfinale    |
| 10. | Yaroslava Bartashevich | 2. Runde        |
| 11. | Lucija Ćirić Bagarić   | 1. Runde        |
| 12. | Hanne Vandewinkel      | 1. Runde        |
| 13. | Liv Hovde              | Halbfinale      |
| 14. | Victoria Mboko         | 2. Runde        |
| 15. | Laura Hietaranta       | 1. Runde        |
| 16. | Jelena Pridankina      | 1. Runde        |

## Juniorendoppel
Setzliste
| Nr. | Paarung                               | Erreichte Runde |
| --- | ------------------------------------- | --------------- |
| 01. | Edas Butvilas Mili Poljičak           | Viertelfinale   |
| 02. | Bruno Kuzuhara Coleman Wong           | Sieg            |
| 03. | Gabriel Debru Kilian Feldbausch       | Halbfinale      |
| 04. | Kalin Ivanovski Konstantin Schschonow | 1. Runde        |

| Nr. | Paarung                          | Erreichte Runde |
| --- | -------------------------------- | --------------- |
| 05. | Gerard Campana Lee Lautaro Midón | 1. Runde        |
| 06. | Olaf Pieczkowski Borys Zgoła     | 1. Runde        |
| 07. | Hynek Bartoň Jakub Menšík        | Achtelfinale    |
| 08. | Bor Artnak Vojtěch Petr          | Achtelfinale    |

## Juniorinnendoppel
Setzliste
| Nr. | Paarung                               | Erreichte Runde |
| --- | ------------------------------------- | --------------- |
| 01. | Clervie Ngounoue Diana Schneider      | Sieg            |
| 02. | Petra Marčinko Johanne Svendsen       | Halbfinale      |
| 03. | Yaroslava Bartashevich Xenija Saizewa | Achtelfinale    |
| 04. | Laura Hietaranta Solana Sierra        | 1. Runde        |

| Nr. | Paarung                               | Erreichte Runde |
| --- | ------------------------------------- | --------------- |
| 05. | Lucija Ćirić Bagarić Sofia Costoulas  | 1. Runde        |
| 06. | Céline Naef Annabelle Xu              | 1. Runde        |
| 07. | Anastassija Gurjewa Jelena Pridankina | Viertelfinale   |
| 08. | Alexis Blokhina Liv Hovde             | Viertelfinale   |

## Herreneinzel-Rollstuhl
Setzliste
| Nr. | Spieler        | Erreichte Runde |
| --- | -------------- | --------------- |
| 01. | Shingo Kunieda | Sieg            |
| 02. | Alfie Hewett   | Finale          |

## Dameneinzel-Rollstuhl
Setzliste
| Nr. | Spielerin      | Erreichte Runde |
| --- | -------------- | --------------- |
| 01. | Diede de Groot | Sieg            |
| 02. | Yui Kamiji     | Viertelfinale   |

## Herrendoppel-Rollstuhl
Setzliste
| Nr. | Paarung                        | Erreichte Runde |
| --- | ------------------------------ | --------------- |
| 01. | Alfie Hewett Gordon Reid       | Sieg            |
| 02. | Joachim Gérard Stéphane Houdet | Halbfinale      |

## Damendoppel-Rollstuhl
Setzliste
| Nr. | Paarung                       | Erreichte Runde |
| --- | ----------------------------- | --------------- |
| 01. | Diede de Groot Aniek van Koot | Sieg            |
| 02. | Yui Kamiji Lucy Shuker        | Finale          |

## Quadeinzel
Setzliste
| Nr. | Spieler      | Erreichte Runde |
| --- | ------------ | --------------- |
| 01. | Dylan Alcott | Finale          |
| 02. | Sam Schröder | Sieg            |

## Quaddoppel
Setzliste
| Nr. | Paarung                       | Erreichte Runde |
| --- | ----------------------------- | --------------- |
| 01. | Sam Schröder Niels Vink       | Finale          |
| 02. | Andrew Lapthorne David Wagner | Sieg            |